# U.S. Route 6 (Rhode Island)
La U.S. Route 6 o Ruta Federal 6 (abreviada US 6) es una autopista federal ubicada en el estado de Rhode Island. La autopista inicia en el Oeste desde la US 6     en Killingly hacia el Este en la US 6     en Seekonk. La autopista tiene una longitud de 42,6 km (26.5 mi).

## Mantenimiento
Al igual que las carreteras estatales, las carreteras interestatales, y el resto de rutas federales, la U.S. Route 6 es administrada y mantenida por el Departamento de Transporte de Rhode Island por sus siglas en inglés RIDOT.

## Cruces
La U.S. Route 6 es atravesada principalmente por la Ruta 114     en East Providence y se encuentra en su totalidad en el condado de Providence.
| Localidad                                                         | Millaje (aproximado)                                             | Destinos                                                         | Notas                                                                  |
| En la frontera estatal con Connecticut sigue al oeste en la US 6  | En la frontera estatal con Connecticut sigue al oeste en la US 6 | En la frontera estatal con Connecticut sigue al oeste en la US 6 | En la frontera estatal con Connecticut sigue al oeste en la US 6       |
| ----------------------------------------------------------------- | ---------------------------------------------------------------- | ---------------------------------------------------------------- | ---------------------------------------------------------------------- |
|                                                                   | 3,3                                                              | RI 94                                                            |                                                                        |
|                                                                   | 6,7                                                              | RI 102                                                           |                                                                        |
| Scituate                                                          | 9,9                                                              | RI 101 oeste                                                     | Salida al oeste y entrada al este.                                     |
| North Scituate                                                    | 11,4                                                             | RI 116                                                           |                                                                        |
| Johnston                                                          | 12,4                                                             | Avenida Hopkins                                                  |                                                                        |
| Johnston                                                          | Inicio de autopista.                                             |                                                                  |                                                                        |
| Johnston                                                          | 15,0                                                             | I 295 US 6A este – Woonsocket, Warwick, Hartford                 |                                                                        |
| Johnston                                                          | 16,6                                                             | RI 5 (Avenida Atwood)                                            |                                                                        |
| Johnston                                                          | 17,6                                                             | US 6A (Avenida Hartford) – Johnston                              | Salida al oeste y entrada al este.                                     |
| Providence                                                        | 18,0                                                             | RI 128 (Calle Killingly)                                         |                                                                        |
| Providence                                                        | 19,3                                                             | US 6A oeste (Avenida Hartford)                                   |                                                                        |
| Providence                                                        | 19,7                                                             | RI 14 oeste (Calle Plainfield)                                   | Salida al oeste y entrada al este.                                     |
| Providence                                                        | 19,9                                                             | RI 10 sur – Cranston                                             | Sin entrada al oeste. Inicio                                           |
| Providence                                                        | 20,0                                                             | Broadway                                                         | Salida al este and westbound entrance                                  |
| Providence                                                        | 20,4                                                             | Avenida Harris - Calle Tobey                                     | Solo entrada al oeste.                                                 |
| Providence                                                        | 21,1                                                             | Calle Dean, Avenida Atwells – Providence Place                   | Señalizada como salida 22-C al oeste (salidas de la I-95)              |
| Providence                                                        | 21,2                                                             | Downtown Providence (Memorial Boulevard)                         |                                                                        |
| Providence                                                        | La US 6 se junta con la I 95                                     |                                                                  |                                                                        |
| Providence                                                        | 21,3                                                             | I 95 norte – Boston                                              | Extremo norte de la I-95                                               |
| Providence                                                        | 21,7                                                             | US 1                                                             | Solo salida al oeste. Señalizada como salida 21.                       |
| Providence                                                        | 21,9                                                             |                                                                  | Solo salida al este.                                                   |
| Providence                                                        | La US 6 se separa de la I 95 y se junta con la I 195             |                                                                  |                                                                        |
| Providence                                                        | 22,5                                                             | I 95 sur I 195 este - Hartford, Nueva York, Cabo Cod             | Extremo sur de la I-95 y extremo oeste de la I-195                     |
| Providence                                                        | Puente Iway sobre el Río Providence.                             |                                                                  |                                                                        |
| Providence                                                        | 23,0                                                             | Calle India.                                                     | Solo salida al este.                                                   |
| Providence                                                        | 23,2                                                             | US 1 sur US 1A sur US 44 oeste                                   | Extremo norte con la US 1 y con la US 1A y extremo oeste con la US 44. |
| Providence                                                        | 23,5                                                             | Calle Gano.                                                      | Salida y entrada al oeste.                                             |
| Puente Washington sobre el Río Seekonk.                           |                                                                  |                                                                  |                                                                        |
| East Providence                                                   | 23,9                                                             | US 44 este (Avenida Taunton) , Veterans Memorial Parkway.        | Salida al este y entrada al oeste. Extremo este con la US 44.          |
| East Providence                                                   | 24,0                                                             | Avenida Warren                                                   | Salida al este y entrada al oeste.                                     |
| East Providence                                                   | 24,5                                                             | Broadway                                                         | Salida y entrada al oeste.                                             |
| East Providence                                                   | 24,8                                                             | RI 103 (Avenida Warren)                                          | Salida y entrada al este.                                              |
| East Providence                                                   | 25,3                                                             | I 195 este US 1 norte US 1A norte RI 114                         | Extremo este con la I 195 y extremo sur con la US 1 y US 1A.           |
| East Providence                                                   | La US 6 se separa de la I-195.                                   |                                                                  |                                                                        |
| East Providence                                                   | Fin de autopista.                                                |                                                                  |                                                                        |
| East Providence                                                   | 26,1                                                             | Avenida Warren.                                                  |                                                                        |
| En la frontera estatal con Massachusetts sigue al este en la US 6 |                                                                  |                                                                  |                                                                        |